# Liste der Hochhäuser in Tschechien
Diese Liste umfasst die höchsten Gebäude in Tschechien mit einer Mindesthöhe von 75 Metern. Angeführt sind nur Gebäude, nicht jedoch Sendemasten, Fernseh- oder Fernmeldetürme, Kirchtürme, Schornsteine etc.

| Rang | Name                                | Standort | Gebäudehöhe | Höhe über alles | Stockwerke | Jahr | Bild |
| ---- | ----------------------------------- | -------- | ----------- | --------------- | ---------- | ---- | ---- |
| 1    | AZ Tower                            | Brünn    | 111         | 116             | 30         | 2013 |      |
| 2    | City Tower                          | Prag     | 109         | 116             | 27         | 2008 |      |
| 3    | City Empiria                        | Prag     | 104         | 132             | 27         | 1977 |      |
| 4    | V Tower                             | Prag     | 103,9       | 103,9           | 30         | 2017 |      |
| 5    | SaS group Tower                     | Most     | 96          | 100             | 23         | 1984 |      |
| 6    | Wohnanlage Eliška                   | Prag     | 93,6        | 93,6            | 25         | 2013 |      |
| 7    | Spielberk Tower B                   | Brno     | 85          | 85              | 21         | 2012 |      |
| 8    | Zentrale CETIN (Telekommunikation)  | Prag     | 85          | 96              | 18         | 1979 |      |
| 9    | Corinthia Hotel                     | Prag     | 84          | 90              | 24         | 1988 |      |
| 10   | Wohnanlage Kupa                     | Prag     | 80          | 81              | 23         | 1980 |      |
| 11   | Lighthouse Vltava Waterfront Towers | Prag     | 80          | 80              | 18         | 2004 |      |
| 12   | Panorama Hotel Prague               | Prag     | 79          | 80              | 24         | 1983 |      |
| 13   | Amtsgebäude des Liberecký kraj      | Liberec  | 78          | 84              | 21         | 1976 |      |
| 14   | Baťa-Wolkenkratzer                  | Zlín     | 77          | 80              | 16         | 1938 |      |